# Phaedroctonus transfuga
Phaedroctonus transfuga är en stekelart som först beskrevs av Johann Ludwig Christian Gravenhorst 1829.  Phaedroctonus transfuga ingår i släktet Phaedroctonus, och familjen brokparasitsteklar. Arten är reproducerande i Sverige.